# Vũ Mão
Vũ Mão (19 tháng 12 năm 1939 - 30 tháng 5 năm 2020) là một chính khách, nhà thơ, nhạc sĩ Việt Nam. Ông từng giữ các chức vụ Bí thư Thứ nhất Ban Chấp hành Trung ương Đoàn Thanh niên Cộng sản Hồ Chí Minh từ năm 1982 đến năm 1987, Chủ nhiệm Văn phòng Quốc hội và Hội đồng Nhà nước từ năm 1987 đến 1992, Chủ nhiệm Văn phòng Quốc hội từ năm 1992 đến năm 2002, Chủ nhiệm Ủy ban Đối ngoại của Quốc hội từ năm 2002 đến năm 2007, Ủy viên Ban Chấp hành Trung ương Đảng Cộng sản Việt Nam năm khóa (khóa 5 đến khóa 9) từ năm 1982 đến năm 2006, Ủy viên Ủy ban thường vụ Quốc hội các khóa 9, 10, 11, Uỷ viên Uỷ ban sửa đổi Hiến pháp 1992.

## Thân thế và bước đầu sự nghiệp
Vũ Mão sinh ngày 19 tháng 12 năm 1939 tại Hà Nội, quê gốc ở xã Hải Anh, huyện Hải Hậu, tỉnh Nam Định.
Năm 1949, ông làm liên lạc viên của Quân giới Việt Nam. Năm 1951, ông tham gia Thiếu sinh quân Việt Nam, sau đó đi học ở Trường thiếu sinh quân Việt Nam tại Quế Lâm, Quảng Tây, Trung Quốc, và học văn hóa tại Nam Ninh, Trung Quốc từ năm 1954 đến năm 1957. Cuối năm 1957, ông được đưa về nước và học hoàn tất chương trình Trung học tại trường Ngô Quyền (Hải Phòng).
Năm 1960, ông theo học ngành Thủy nông và quy hoạch thủy lợi tại Học viện Thủy lợi Điện lực và tốt nghiệp Kỹ sư Thủy lợi năm 1964. Sau khi tốt nghiệp, ông được giữ lại làm cán bộ giảng dạy tại trường đến năm 1971.
Năm 1971, ông được điều chuyển về công tác tại Ty Thủy lợi Quảng Ninh làm đội trưởng đội quy hoạch. Cuối năm đó, ông được bổ nhiệm làm Phó Ty Thủy lợi. Năm 1976, ông được thăng làm Trưởng ty Thủy lợi.
Tháng 1 năm 1979, ông được phân công làm Bí thư Huyện ủy Tiên Yên, tỉnh Quảng Ninh đến năm 1980.

## Công tác Đoàn Thanh niên
Năm 1980, ông được điều sang làm Bí thư Tỉnh Đoàn Thanh niên tỉnh Quảng Ninh. Tháng 11 năm 1980, ông được phân công làm Bí thư Trung ương Đoàn Thanh niên Cộng sản Hồ Chí Minh, phụ trách tổ chức và kiêm Bí thư Đảng uỷ Cơ quan Trung ương Đoàn. Tháng 4 năm 1982 đến tháng 11 năm 1987, ông được bầu làm Bí thư thứ nhất Trung ương đoàn Thanh niên cộng sản Hồ Chí Minh.
Trong thời gian công toàn Đoàn Thanh niên, ông là người khởi xướng phong trào Công trường thanh niên cộng sản xây dựng Nhà máy thủy điện Hoà Bình trên sông Đà. Đây là một dấu son của phong trào Thanh niên trong thời kỳ mới. Tại sân Nhà truyền thống của nhà máy Thủy điện Hòa Bình có một khối bê tông hình chóp cụt, trên đó có tấm biển thép khắc chìm dòng chữ: "Nơi lưu giữ bức thư của những người xây dựng Thủy điện Hòa Bình gửi thế hệ mai sau. Thư được mở vào ngày 1-1-2100". Đây là sự huyền bí mà cho đến nay nhiều người khao khát muốn được biết.

## Công tác Quốc hội
Ông là Ủy viên Trung ương Đảng Cộng sản Việt Nam các khóa V, VI, VII, VIII, IX (từ năm 1982 đến năm 2006)
Tháng 5 năm 1987, ông được bầu làm Đại biểu Quốc hội khóa VIII. Từ tháng 7 năm 1987 đến tháng 7 năm 1992, là Ủy viên Hội đồng Nhà nước. Từ tháng 7 năm 1987 đến tháng 6 năm 1988 là Chủ nhiệm Ủy ban Thanh niên, thiếu niên và nhi đồng của Quốc hội.
Từ tháng 12 năm 1987 đến tháng 7 năm 1992, là Chủ nhiệm Văn phòng Quốc hội và Hội đồng Nhà nước. Ông đã thay đổi lề lối hoạt động của Văn phòng Quốc hội như cho truyền hình trực tiếp các phiên họp, bỏ phiếu bằng máy móc, tăng cường giao lưu với Nghị viện các nước.
Từ tháng 7 năm 1992 đến tháng 7 năm 2002, là Đại biểu Quốc hội, Ủy viên Ủy ban thường vụ Quốc hội, Chủ nhiệm Văn phòng Quốc hội.
Từ tháng 7 năm 2002 đến tháng 7 năm 2007 là Đại biểu Quốc hội, Ủy viên Ủy ban thường vụ Quốc hội, Chủ nhiệm Ủy ban đối ngoại của Quốc hội.
Ông cũng được biết đến như một người khởi xướng và tổ chức sáng kiến đổi mới hoạt động của Quốc hội Việt Nam.

## Nghỉ hưu
Ông nghỉ hưu từ tháng 1 năm 2008.
Sau khi nghỉ hưu, ông sống tại Hà Nội và là Chủ tịch Hội hữu nghị Việt Nam - Campuchia, Trưởng ban Liên lạc Cựu cán bộ Đoàn Thanh niên Trung ương, Trưởng ban Liên lạc Cựu thiếu sinh quân Việt Nam, Chủ tịch Câu lạc bộ Cựu Đại biểu Quốc hội.

## Qua đời
Ông qua đời vào lúc 1 giờ 39 phút rạng sáng ngày 30 tháng 5 năm 2020 tại nhà riêng ở Hà Nội sau một thời gian lâm bệnh hiểm nghèo, hưởng thọ 80 tuổi.
Lễ tang của ông được tổ chức theo nghi thức lễ tang cấp cao, do Ủy ban Thường vụ Quốc hội chủ trì. Ông được an táng tại Nghĩa trang Thiên Đức, huyện Phù Ninh, tỉnh Phú Thọ.

## Tranh cãi
Tháng 8 năm 2002, Vũ Mão thay mặt chính quyền đọc điếu văn trong lễ tang Trung tướng Trần Độ. Điếu văn đã chỉ trích người vừa qua đời, một hành động hết sức nhạy cảm với truyền thống "nghĩa tử là nghĩa tận" của người Việt Nam. Hành động này đã khiến ông Mão bị trưởng nam Trần Thắng cùng gia đình và những người đến dự lễ tang phản đối mạnh mẽ. Năm 2007, lưu truyền trên mạng bức thư của ông Mão phân bua về việc làm này, ông cho rằng mình làm theo phận sự được Đảng Cộng sản Việt Nam phân công, ông chỉ là "nghị sĩ vào vai bất đắc dĩ".
Ông Vũ Mão cũng đã ca ngợi Đinh La Thăng là một người "quyết đoán, mạnh mẽ, thông minh, trẻ trung, nhạy cảm" trong một bài báo năm 2011. Ông Thăng sau này bị kỷ luật, bị bỏ tù trong chiến dịch 'chống tham nhũng' của Tổng bí thư Nguyễn Phú Trọng.

## Khen thưởng
- Huân chương Độc lập hạng nhất[4]
- Huân chương kháng chiến chống Mỹ hạng ba[4]
- Huân chương Công trạng hạng nhất[4]
- Huân chương Đại tướng quân của Vương quốc Campuchia[4]
- Huân chương Issara hạng nhất của Cộng hòa Dân chủ nhân dân Lào[4]
- Huân chương Mặt trời mọc của nhà vua Nhật Bản[4]
- Kỷ lục Guinness cho "Người sáng tác nhiều ca khúc viết về các địa danh nổi tiếng trên thế giới nhất"
- Huy hiệu 55 năm tuổi Đảng

## Công trình công bố
Thơ
- Hương sắc (1998)
- Dòng thu (2000)
- Thao thức (2005)
- Khát vọng xanh (2006)
- Tự lòng (2006)
- Lộng gió bốn phương (2007)
- Sắc hương cho đời (2009)
- Xanh xa (2010)
- Tình khúc thời gian (2015)

Văn
- Mãi còn tin yêu (2012)
- Dấu son nghị trường (2015)

Âm nhạc
- 10 tình khúc (1997)
- Ca khúc chọn lọc (1999)
- Những miền quê yêu dấu (2001)
- Bài ca xe buýt Hà Nội (2003)
- Giai điệu quê hương (2005)
- Giai điệu bạn bè (2006)
- Đến với Trường Sơn (1997 - Giả Ba cuộc thi sáng tác về Thương binh liệt sĩ nhân 50 năm)
- Nhớ về Y Ngông Niêk Đăm (2015 - Giải Nhì cuộc thi sáng tác ca khúc về Quốc hội nhân 70 năm)